# Northampton Town F.C.
Northampton Town Football Club er en engelsk fodboldklub fra byen Northampton i regionen East Midlands. Klubben spiller i landets tredjebedste række, League One, og har hjemmebane på Sixfields Stadium. Klubben blev grundlagt i 1897.

## Kendte spillere
- Kevin Hitchcock
- Des Lyttle
- Adebayo Akinfenwa
- Phil Neal
- Ivan Toney

## Danske spillere
- Poul Hübertz